# Alfred Olsen (politiker)
 For alternative betydninger, se Alfred Olsen. (Se også artikler, som begynder med Alfred Olsen)
Alfred Olsen (30. marts 1947 i Tórshavn) er en færøsk tjenestemand og politiker (Sambandsflokkurin).
Han har uddannelse indenfor regnskab fra Føroya Handilsskúli, bankuddannelse, forvaltningsdiplom og kystskippereksamen. Han har været kommunalsekretær (kommunalchef) i Nes kommuna siden 1977.
Olsen har været indvalgt til Lagtinget fra Eysturoy fra 1998 til 2015.. Han var formand for Lagtingets justitsudvalg 2004–2008. Fra 2008-2011 var han medlem af Lagtingets justitsudvalg, næstformand i Lagtinget og parlamentarisk leder. Olsen var næstformand i Sambandsflokkurin 2001–2007. Han opnåede ikke genvalg ved lagtingsvalget 2015.
Han er søn af Jens Christian Olsen og halvbror til Jógvan I. Olsen, begge Sambandsflokkurin-politikere.

## Lagtingsudvalg
- 2011-2015 medlem af Lagtingets Formandskab[3]
- 2008–2011 medlem af Justitsudvalget
- 2004–2008 medlem af Erhvervsudvalget
- 2004–2008 formand for Justitsudvalget
- 2002–2004 formand for Velfærdsudvalget
- 1998–2002 næstformand for Erhvervsudvalget